# Paredes de Buitrago
Paredes de Buitrago es una localidad de la Comunidad de Madrid (España), en el municipio de Puentes Viejas.

## Entorno
Está situada a los pies de la sierra de la Mujer Muerta.

## Importancia histórica
En un bosque alberga una serie de construcciones militares semienterradas llamadas "El frente del Agua", que defendieron los embalses madrileños durante la Guerra Civil. Actualmente se ha creado una ruta para conocerlos

## Demografía
| Gráfica de evolución demográfica de Paredes de Buitrago entre 1842 y 1970 |
| |
| Población de derecho según los censos de población del INE Población de hecho según los censos de población del INEEntre el censo de 1981 y el anterior, este municipio desaparece porque se agrupa en el municipio 28902 (Puentes Viejas) |